# Gaetano Orlando
Gaetano Orlando, né le 13 novembre 1962 à LaSalle au Canada, est un joueur professionnel, entraîneur et dépisteur canado-italien de hockey sur glace.